# 波兰科学院哥白尼天文中心
波兰科学院哥白尼天文中心（Nicolaus Copernicus Astronomical Center Polish Academy of Sciences），成立于1978年，位于华沙，并在哥白尼的故乡托伦设分所。

## 概况

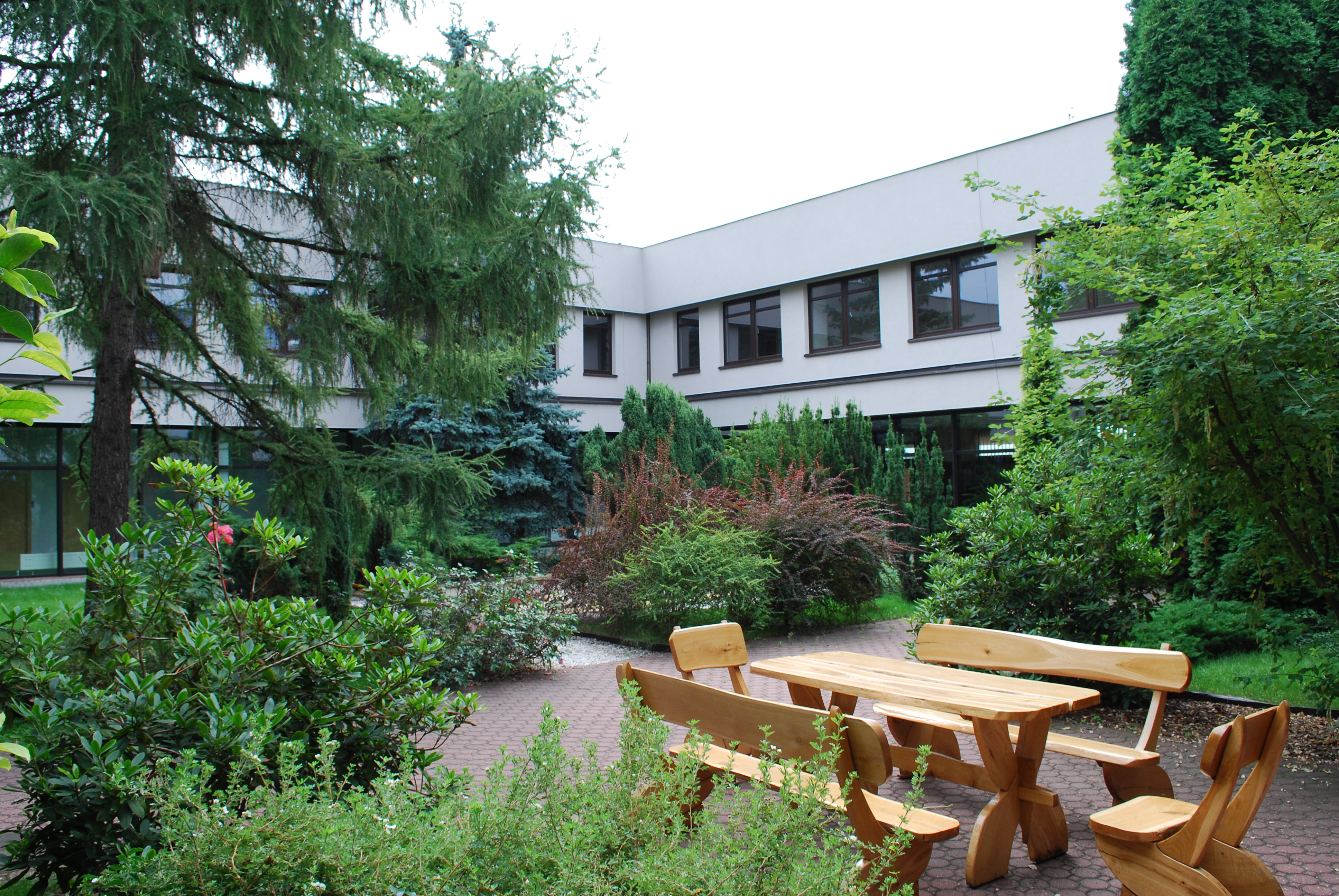
CAMK Warsaw

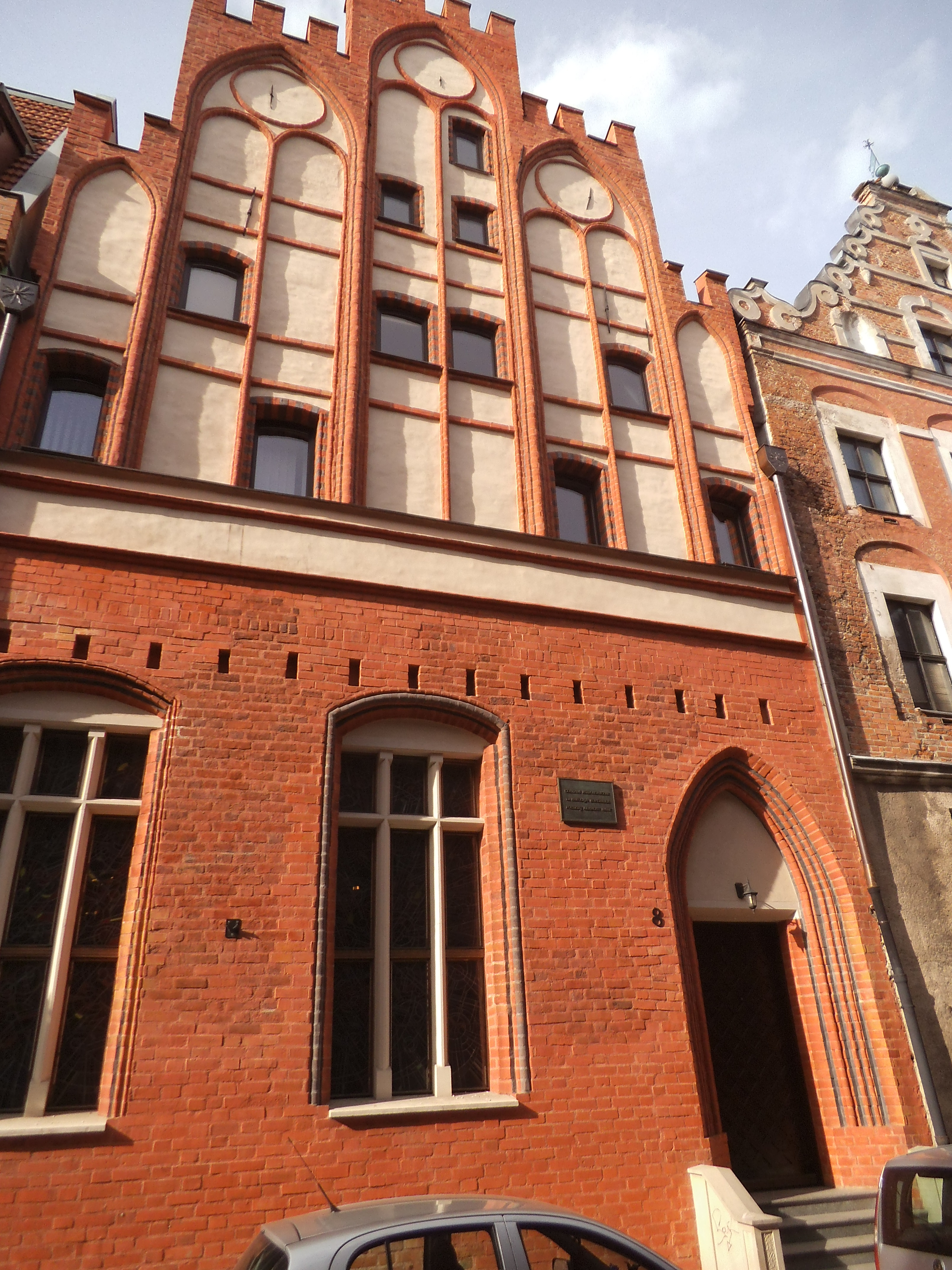
CAMK Torun

波兰科学院哥白尼天文中心是波兰领先的天文研究机构。研究方向包括：恒星天体物理，双星系统，星际介质，致密天体和中子星，黑洞，吸积盘，活动星系结构和演化，宇宙学，外星系，行星等。

## 参与科研项目
哥白尼天文中心的科研工作者参与一系列国际观测项目，如H.E.S.S， CTA, Herschel, SALT, INTEGRAL， Fermi. SOLARIS是欧洲研究协会资助，由哥白尼天文中心主持的项目。波兰第一科天文卫星BRITE的地面控制中心也位于哥白尼天文中心。